# 馬卡泰阿島

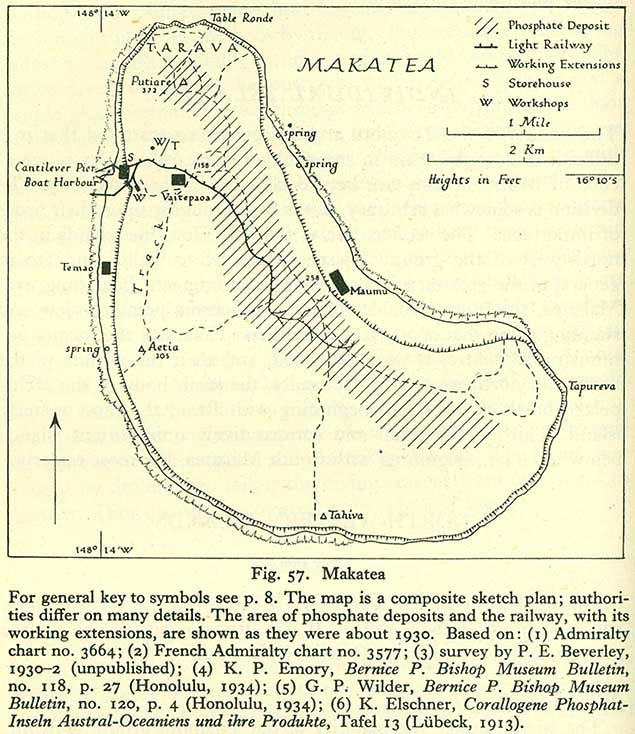

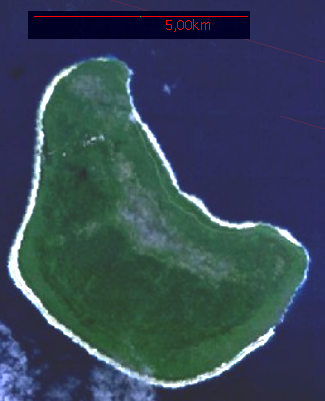

馬卡泰阿島（法語：Île Makatea）是南太平洋法屬波利尼西亞的凸起珊瑚环礁，屬於土阿莫土群島和帕利瑟群島，位於朗伊罗阿环礁西南79公里，由朗伊罗阿市镇管辖，長7.5公里、寬7公里，面積24平方公里，最高點海拔高度110米，2007年人口61。
15°51′S 148°15′W / 15.850°S 148.250°W

## 外部連結
- （页面存档备份，存于）
- Map of Makatea
- Avifauna of Makatea (Atoll Research Bulletin v.300)
- Atoll names
- Atoll list (in French) （页面存档备份，存于）
- Classification of the French Polynesian atolls by Salvat (1985)